# قائمة رؤساء البرلمان الاتحادي الصومالي
فيما يلي قائمة بأسماء رؤساء البرلمان الصومالي. تضم القائمة 12 رئيسا للبرلمان منذ إنشاءه عام 1956. يُعتبر آدم عبد الله عثمان، أول من شغل منصب رئيس مجلس النواب الصومالي حيث انتخب رئيسا للمجلس قبل الاستقلال في إقليم الصومال الإيطالي إبان الوصاية، وخلفه الحاج بشير إسماعيل يوسف في 1 يوليو 1960، بعد الاستقلال وقيام جمهورية الصومال. رئيس البرلمان الاتحادي الصومالي الحالي هو آدم محمد نور مدوبي .

## التمثيل الرئاسي
في حالة الغياب المؤقت لرئيس الصومال بسبب المرض أو السفر إلى الخارج أو ظروف مماثلة، يتولى رئيس البرلمان منصب الرئيس بالإنابة ويمارس صلاحيات رئيس الدولة حتى يستأنف الرئيس مهامه، وكذلك في حالة خلو منصب رئاسة الجمهورية نتيجة الوفاة أو الاستقالة أو لأي سبب آخر لحين انتخاب رئيس جديد، حسب تشريعات الدستور الصومالي.
| رقم             | الاسم (الولادة–الوفاة)                                             | صورة                      | المدة           | المدة           | الحزب                     | الرئيس الصومالي |
| البرلمان الوطني | البرلمان الوطني                                                    | البرلمان الوطني           | البرلمان الوطني | البرلمان الوطني | البرلمان الوطني           |                 |
| --------------- | ------------------------------------------------------------------ | ------------------------- | --------------- | --------------- | ------------------------- | --------------- |
| 1               | آدم عبد الله عثمان (1908–2007)                                     |                           | 29 فبراير 1956  | 1 يوليو1960     | حزب رابطة الشباب الصومالي | رئيس الصومال    |
| —               | الحاج بشير إسماعيل يوسف القائم بأعمال رئيس مجلس النواب (1912–1984) |                           | 1 يوليو 1960    | 26 يوليو 1960   | حزب رابطة الشباب الصومالي | رئيس الصومال    |
| 2               | جامع عبد الله غالب (1915–1993)                                     |                           | 26 يوليو 1960   | 26 مايو 1964    | حزب رابطة الشباب الصومالي | رئيس الصومال    |
| 3               | أحمد محمد أبسي (1914–1984)                                         |                           | 26 مايو 1964    | 1 مارس 1967     | حزب رابطة الشباب الصومالي | رئيس الصومال    |
| 4               | مختار محمد حسين (1912–2012)                                        |                           | 1 مارس 1967     | 21 أكتوبر 1969  | حزب رابطة الشباب الصومالي | رئيس الصومال    |
| مجلس النواب     |                                                                    |                           |                 |                 |                           |                 |
| 5               | إسماعيل علي أبو بكر (1937–)                                        |                           | 5 أغسطس 1979    | 26 يناير 1982   | المجلس الثوري الأعلى      | رئيس الصومال    |
| 6               | محمد إبراهيم لقلقتو (1932–1989)                                    |                           | 26 يناير 1982   | 1 نوفمبر 1989   | المجلس الثوري الأعلى      | رئيس الصومال    |
| 7               | حسين كلمي أفرح (1920–2007)                                         |                           | 1 نوفمبر 1989   | 22 يناير 1991   | المجلس الثوري الأعلى      | رئيس الصومال    |
| 8               | عبد الله إسحاق ديرو (1950–2006)                                    |                           | 9 أغسطس 2000    | 14 سبتمبر 2004  | مستقل                     | رئيس الصومال    |
| 9               | شريف حسن شيخ آدم (1946–)                                           |                           | 14 سبتمبر 2004  | 17 يناير 2007   | مستقل                     | رئيس الصومال    |
| 10              | آدم محمد نور (1957–)                                               |                           | 17 يناير 2007   | 25 مايو 2010    | مستقل                     | رئيس الصومال    |
| 11              | شريف حسن شيخ آدم (1946–)                                           |                           | 25 مايو 2010    | 20 أغسطس 2012   | مستقل                     | رئيس الصومال    |
| مجلس الشعب      |                                                                    |                           |                 |                 |                           |                 |
| —               | موسى حسن شيخ Acting Speaker(1939–)                                 |                           | 20 أغسطس 2012   | 28 أغسطس 2012   | مستقل                     | رئيس الصومال    |
| 12              | محمد عثمان الجواري (1946–)                                         |                           | 28 أغسطس 2012   | 9 أبريل 2018    | مستقل                     | رئيس الصومال    |
| 13              | محمد مرسل شيخ عبد الرحمن                                           | Mohamed mursal (Copy).png | 30 أبريل 2018   | 30 أبريل 2022   | مستقل                     | رئيس الصومال    |
| 14              | آدم محمد نور مدوبي (1957–)                                         |                           | 30 أبريل 2022   | حالي            | مستقل                     | رئيس الصومال    |

## رئيسالبرلمان الاتحادي في الصومالالحالي
آدم محمد نور مدوبي هو رئيس مجلس النواب الفيدرالي الحالي في الصومال. تولى المنصب في 28 أبريل 2022. بحصوله على أغلبية الأصوات في مجلس النواب حيث فاز في جميع الجولات الثلاث. منذ انتخابه ترأس العديد من اللجان.

## روابط خارجية
- البرلمان الاتحادي الصومالي - أعضاء